# Schistophragma
Schistophragma é um género botânico pertencente à família Plantaginaceae. Tradicionalmente este gênero era classificado na família das Scrophulariaceae.

## Espécies
- Schistophragma intermedia
- Schistophragma intermedium
- Schistophragma polystachya
- Schistophragma pusilla